# 영암 조씨
영암 조씨(靈巖曺氏)는 전라남도 영암군을 본관으로 하는 한국의 성씨이다. 시조는 조선에서 문과에 올라 군자감정(軍資監正)을 지낸 조상현(曺尙賢)이다.

## 참고 자료
- “영암조씨(靈巖曺氏)”. 뿌리를 찾아서.[깨진 링크(과거 내용 찾기)]